# カートゥンKAT-TUN
『カートゥンKAT-TUN』（カートゥンかとぅーん）とは、2007年4月4日から2010年3月24日まで日本テレビ系列で毎週水曜日23:58 - 翌0:29に放送されていたバラエティ番組である。KAT-TUNの冠番組である。

## 出演者
- KAT-TUN
  - 亀梨和也
  - 赤西仁 - 第6回から出演。
  - 田口淳之介
  - 田中聖
  - 上田竜也
  - 中丸雄一
- 佐藤政道（ナレーション、第108回以降）
- 池田鉄洋（KAT-TUNメンバーがいる部屋の掃除夫。第61回～第107回まで）
- 山本シュウ（ナレーション、～第60回まで）
- 谷口節（語り、第61回以降）

## 放送内容の変遷

### 初期（第1章）
第1回～第60回に相当。「100Q」を中心とした、様々な企画を放送。

### 第2章
第61回～第107回に相当。ちなみにこの頃は、タイトルを『cartoon KAT-TUN』と改題していた。
レギュラー回では、メンバーがそれぞれ別々の部屋に隔離され、愛とは何か、その答えを求めていくという設定で企画を展開していた。当初は、メンバーが1人ずつゲスト（主に女性）と対談したり企画に参加していたが、後に数名ずつのメンバーで、その回のゲストとコントを繰り広げる内容に変わった。
また、レギュラー回の合間には、2週連続のロケ企画も度々挟まれていた。

### 第3章
第108回～現在に相当。視聴者が投稿した「知りたい世界（業界）のオキテ」を、数名のメンバーとゲストが体験ロケで探っていく。スタジオでは、6人でそのロケVTRを見ながらスタジオトークを行う。尚、スタジオトークの場面では、通常回では初めての番組協力も入っている。

## 第1章での企画一覧

### 100Q
メインのトークコーナーである。事前アンケートでゲストが回答した100の質問をテロップで簡単に紹介しながら、その中でメンバーが気になった回答についてトークする。
ゲスト紹介は、田口淳之介が毎回担当。
このテロップはCGで作られており、文字情報が画面右から左へスクロールされていく。
ゲストと一緒にスクロールを見て、メンバーが気になった回答に触れるとスクロールが止まり、その回答についてトークをする形式。
なお、コーナー中に紹介されなかった回答は、番組の最後に一覧で表示される。
- 第40回から、回答の表示がゲストの手書きの文字で出るようになった。（毎回ではない）

### DAT-TUN5
ダーツとビンゴを組み合わせたオリジナルのゲームコーナー。
【DAT-TUN5公式ルール】
- 先攻はゲスト、後攻はKAT-TUNで交互に投げる。KAT-TUNは誰が投げるかをメンバーで相談しながら順番を決める。
- 通常のダーツの距離で通常の矢（ハード）を使用（ゲストは普段使っているMyダーツを使用）。
- 的は番組オリジナルのビンゴダーツ盤で、25マスのうち、縦・横・斜めのどこか5つのマスをビンゴの要領で揃えれば勝ち。
- 相手のマスに当たれば自分のマスとなる。
- ゲストが勝った場合には、ゴールドダーツをプレゼント。反対にKAT-TUNが勝つと、ゲストのMyダーツが没収されKAT-TUNのものになる。
- KAT-TUNが5回負けると罰ゲーム。
- アヴリル・ラヴィーン出演時には、特別ルールとして真ん中のマスに当たれば勝ちとした。
- 真矢みき出演時には、亀梨がKAT-TUNチームを抜け、真矢みきのチームへ入った。

### スマイルアスリート選手権
笑顔を絶やさず与えられたスポーツ種目に挑戦するコーナー。不定期に行われる。
- 競技中は笑顔を絶やしてはいけない。笑顔を絶やしてしまうと失格となり罰ゲームが待っている。
- 罰ゲームはメンバーがマジックテープで両手両足をとめられ「こちょこちょ観音様」にくすぐられる。
- 背筋力測定で中丸だけが罰ゲームを受けた後、｢めんどくせぇ～これ。｣と発言し、亀梨が｢笑いながらじゃチカラ入んねぇ～よ!｣とキレた。
- スマイル判定員は「ありがとうございます笑顔セラピーねっと」の大槻笑子先生。
- 笑顔を絶やした場合、スマイル判定員が「審議」の札を上げて、そのまま罰ゲームになる。
- スポーツ種目のデモンストレーションを佐々木健介が務めている。
- 赤西だけが罰ゲームを受けていない。
- フラフープがお蔵入りになった。

### 危ないプレゼント交換
ゲストとメンバーがプレゼント交換をするコーナー。不定期に行われる。
- ゲストとメンバーがプレゼントを入れたトランクを持って「取引場所」で待ち合わせをし、互いに「合い言葉」を言う。
- 取引相手として認められたら互いの取引が成立し、プレゼントを交換する設定。
- パトカーのサイレン音がなり「警察だ!逃げろ!!」と言ってゲストとともに逃げるのがオチとなっている。

Ne-Yo出演時、田中聖が手作りのスニーカーをプレゼントし、「MTV VIDEO MUSIC AWARDS JAPAN 2007」でNe-Yoがパフォーマンス時にそのスニーカーを着用した。

### ♥disc（ハートdisc）
ゲストの歌手にあらかじめ番組が用意したディスクに好きな曲を入れてもらい、その曲に関するエピソードについてトークするコーナー。
ディスクに入っている曲はゲストの思い出の曲や好きな曲、影響を受けた曲、お勧めする曲、自分の持ち歌など、プライベートで聴いている曲が入っている。
ゲストとトークするのはメンバーの中から2人。

### あるあるハーフ&ハーフ
100Qコーナーに出演するゲストがメンバーに質問をするゲーム形式のコーナー。
ゲストが先頭に立ち、メンバーはその後ろに縦一列に並んでスタートする。ゲストの質問に対し、メンバーが「YES（画面左）」「NO（画面右）」に移動して答える。
質問のチャンスは3回
答えた結果（「YES」「NO」）がハーフになったら（3人ずつに分かれたら）成功となり、成功のご褒美としてゲストは好きな食べ物を食べられる。
ご褒美の食べ物は、コーナー名にちなんで、ゲストが好きな食べ物2種類が1つになって出されることが多い。

### Cartoon town club
ゲストとメンバーが一緒に歌うコーナー。不定期に行われる。第35回（2007年11月28日放送）からスタート。
ナレーションは田口淳之介。

### その他
KAT-TUNのメンバーが日本テレビの連続ドラマに出演する際は、放送の最後の提供クレジットの直前に、そのドラマの宣伝映像が放送される場合があった。

## 特番
カートゥンKAT-TUN
- KAT-TUNのメンバーが、先輩芸能人に生きる為の秘策やアドバイスを貰うという内容である。KAT-TUNに加え、くりぃむしちゅーがMCとして加わった。なお、この特番および第41回に限り、地上アナログ放送では4:3のサイドカット方式で放送された。
- 2回目の放送はゲストは泉ピン子、友近、田中義剛、森三中、くわばたりえ、大久保佳代子、高田純次、デヴィ・スカルノ(デヴィ夫人)、スタジオコメンテーターとして黒木瞳ら。放送形式や番組タイトルは前回と同様。尚、同日同局の13:30～14:30で「KAT-TUNのオトナの扉開けちゃいますSP バンバン見せちゃいますSP」というタイトルで番宣番組も放送された。こちらは特番第1回目とほぼ同じ内容で未公開の映像等はなかった。

| 放送日        | 時間         | 時間                                                            |
| ------------- | ------------ | --------------------------------------------------------------- |
| 2008年1月12日 | 22:15～23:39 | KAT-TUNの先輩教えてください!大人のオキテ100ア〜ンドくりぃむ     |
| 2009年4月5日  | 21:00～22:24 | KAT-TUNの先輩教えてください!大人のオキテ100SPIIア〜ンドくりぃむ |
| 2010年1月6日  | 22:00～23:15 | KAT-TUNの先輩教えてください!大人のオキテ100ア〜ンドくりぃむ3    |

## 補足

### 放送事故
- 2007年5月16日放送分（第7回）で地上アナログでの放送が番組開始から数分間サイドカット（アスペクト比ミス）されていた。その後修正されたがお詫びのテロップはおろか、お知らせのテロップすらなかった（ちなみに似たような事件がフジテレビの『はねるのトびら』（2007年2月7日放送分）でもあり、縦のフレームアウト（画面が細長くなる現象）が冒頭で約3分強程続いた）。
- 6月20日放送分（第12回）では日本海テレビで画面が見えなくなる事故（しばらくお待ちくださいの画面）が起きた。数分間見えなくなった分の時間調整がされ、スマイルアスリート選手権の罰ゲーム部分がカットされた。

### その他
- 地上デジタル放送ではデジタルハイビジョン放送。番組開始当初から地上アナログ放送では当時にしては珍しいレターボックス放送。ただし字幕放送・ハイビジョン番組テロップはアナログテレビ画面の収まる位置に表示されていた。
- 番組オフィシャルサイトで、放送終了後1時間限定ページが公開される時があった。（内容は番組収録の裏話が中心。また、公式壁紙をダウンロードできた。）
- 2008年8月13日の放送では、北京オリンピックの中継をしたため55分繰り下げの24:53 - 25:24の放送予定であったが中継延長のため、さらに75分繰り下げの26:08 - 26:39の放送となった。
- 第133回から第135回の3週分は、赤西が季節性インフルエンザの為スタジオ収録を欠席。
- 第149回から第151回はVTR前のトークとVTR後のオキテ土産のコーナーは無し。またワイプ映像もなかった。

## 番組内使用曲
- Avril Lavigne「Girlfriend」（第1章オープニング使用曲）
- Corrinne May「Shelter」（第2章オープニング使用曲）
- 手嶌葵「The Rose」（「三行で綴るラブレター」コーナー使用曲）

## スタッフ
- 構成：石塚祐介、藤谷弥生、小山賢太郎、安達××、木南広明／桜井慎一
- TM：古井戸博
- SW：鎌倉和由
- CAM：荻野高康、大庭茂嗣
- ロケCAM：永澤剛
- VE：天内理絵
- VTR：石野太一
- 音声：白水英国
- 照明：吉松耕司
- 音効：岡田淳一（ヘンドリックス）
- VTR編集：中西雅照、加納敏行、佐藤貴之
- MA：島崎敏晴
- TK：坂本幸子
- 美術プロデューサー：中原晃一
- 美術デザイン：星野充紀
- PR：立柗典子
- デスク：府川麻衣子
- AD：木島雄大、矢川東哉、山本圭亮、小野喬、吉田憲佑
- ディレクター：佐々木英敏、和田英智、小俣猛、斉藤哲夫、阿部裕一郎
- プロデューサー：影山幸子（チビノリダー、以前はAP担当）、神尾育代、佐藤基
- 演出：上利竜太
- チーフクリエイター：森實陽三
- 協力：NiTRo、スウィッシュ・ジャパン、読売映像、日本テレビアート、共同PR
- 事務所協力：ジャニーズ事務所
- 制作：MOSQUITO、IVSテレビ制作、SION
- 製作著作：日本テレビ

### 過去のスタッフ
- チーフプロデューサー：梅原幹
- プロデューサー：田中宏史／長谷川賢一、萩原朋子
- ビジュアルクリエイター：佐藤大輔
- ディレクター：新井康孝、竹下育夫、松木大輔、森栄一郎、八島崇行
- AD：原田大輔、奥山亮、千葉大輔
- 構成：高橋秀一
- SW：鎌倉和由
- CAM：青木芳行
- VE：菅谷典彦
- 照明：内藤晋
- バーチャル：北村隆治・佐々木史子（IMAGICA）
- CG・イラスト：タナカカツキ
- 協力：ミジェット、VSQ
- 制作：NCV

## ネット局
| 放送対象地域   | 放送局                    | 系列                                         | 放送曜日・時間       |
| -------------- | ------------------------- | -------------------------------------------- | -------------------- |
| 関東広域圏     | 日本テレビ（NTV） 制作局  | 日本テレビ系列                               | 水曜 23:58 - 翌 0:29 |
| 北海道         | 札幌テレビ（STV）         | 日本テレビ系列                               | 水曜 23:58 - 翌 0:29 |
| 青森県         | 青森放送（RAB）           | 日本テレビ系列                               | 水曜 23:58 - 翌 0:29 |
| 岩手県         | テレビ岩手（TVI）         | 日本テレビ系列                               | 水曜 23:58 - 翌 0:29 |
| 宮城県         | ミヤギテレビ（MMT）       | 日本テレビ系列                               | 水曜 23:58 - 翌 0:29 |
| 秋田県         | 秋田放送（ABS）           | 日本テレビ系列                               | 水曜 23:58 - 翌 0:29 |
| 山形県         | 山形放送（YBC）           | 日本テレビ系列                               | 水曜 23:58 - 翌 0:29 |
| 福島県         | 福島中央テレビ（FCT）     | 日本テレビ系列                               | 水曜 23:58 - 翌 0:29 |
| 山梨県         | 山梨放送（YBS）           | 日本テレビ系列                               | 水曜 23:58 - 翌 0:29 |
| 新潟県         | テレビ新潟（TeNY）        | 日本テレビ系列                               | 水曜 23:58 - 翌 0:29 |
| 長野県         | テレビ信州（TSB）         | 日本テレビ系列                               | 水曜 23:58 - 翌 0:29 |
| 静岡県         | 静岡第一テレビ（SDT）     | 日本テレビ系列                               | 水曜 23:58 - 翌 0:29 |
| 富山県         | 北日本放送（KNB）         | 日本テレビ系列                               | 水曜 23:58 - 翌 0:29 |
| 石川県         | テレビ金沢（KTK）         | 日本テレビ系列                               | 水曜 23:58 - 翌 0:29 |
| 福井県         | 福井放送（FBC）           | 日本テレビ系列 テレビ朝日系列                | 水曜 23:58 - 翌 0:29 |
| 中京広域圏     | 中京テレビ（CTV）         | 日本テレビ系列                               | 水曜 23:58 - 翌 0:29 |
| 近畿広域圏     | 読売テレビ（ytv）         | 日本テレビ系列                               | 水曜 23:58 - 翌 0:29 |
| 鳥取県・島根県 | 日本海テレビ（NKT）       | 日本テレビ系列                               | 水曜 23:58 - 翌 0:29 |
| 広島県         | 広島テレビ（HTV）         | 日本テレビ系列                               | 水曜 23:58 - 翌 0:29 |
| 山口県         | 山口放送（KRY）           | 日本テレビ系列                               | 水曜 23:58 - 翌 0:29 |
| 徳島県         | 四国放送（JRT）           | 日本テレビ系列                               | 水曜 23:58 - 翌 0:29 |
| 香川県・岡山県 | 西日本放送（RNC）         | 日本テレビ系列                               | 水曜 23:58 - 翌 0:29 |
| 愛媛県         | 南海放送（RNB）           | 日本テレビ系列                               | 水曜 23:58 - 翌 0:29 |
| 高知県         | 高知放送（RKC）           | 日本テレビ系列                               | 水曜 23:58 - 翌 0:29 |
| 福岡県         | 福岡放送（FBS）           | 日本テレビ系列                               | 水曜 23:58 - 翌 0:29 |
| 長崎県         | 長崎国際テレビ（NIB）     | 日本テレビ系列                               | 水曜 23:58 - 翌 0:29 |
| 熊本県         | くまもと県民テレビ（KKT） | 日本テレビ系列                               | 水曜 23:58 - 翌 0:29 |
| 大分県         | テレビ大分（TOS）         | 日本テレビ系列 フジテレビ系列                | 水曜 23:58 - 翌 0:29 |
| 宮崎県         | テレビ宮崎（UMK）         | フジテレビ系列 日本テレビ系列 テレビ朝日系列 | 水曜 23:58 - 翌 0:29 |
| 鹿児島県       | 鹿児島読売テレビ（KYT）   | 日本テレビ系列                               | 水曜 23:58 - 翌 0:29 |

## 関連番組
- KAT-TUN×3
- ウタワラ - KAT-TUNにとっての前番組、2005年10月から2007年1月にかけて放送。